# 西川葉月
西川葉月（日语：／ Nishikawa Hazuki，1976年8月3日—），日本女性配音員。81 Produce所屬。出身於兵庫縣。身高157cm。B型血。

## 簡歷
神戶學院女子短期大學文藝科畢業。曾隸屬於大阪電視人才局（TTB）。

## 人物
興趣：找尋刺激遊樂設施、古典芭蕾、F1觀戰、觀賞戲劇。執照：普通汽車執照。

## 演出

### 電視動畫
2005年
- 玻璃假面 (2005年版)（主播）

2006年
- 花漾明星☆KIRARIN（2006年—2007年，粉絲、雲井霧子、記者、主持人、女主播、黑隊隊員 等）
- 流星洛克人（廣播）

2007年
- 機神大戰 巨型方程式（廣播、有線傳播）
- 銀魂（松子）
- 可愛小水滴（日语：ぷるるんっ!しずくちゃん）（2007年—2008年，津夕子老師）2系列

2008年
- 威爾貝魯物語 ～威爾貝魯的姐妹～ 第二幕（雷納爾多的妻子）
- 骷髏13 (2008年版)（廣播、女性秘書）
- （瓢蟲）
- 十字架與吸血鬼（女性）

2009年
- 戀愛班長（廣播、英明音）
- MAJOR 5th season（播報員）

### OVA
- 星之海的阿姆莉（日语：星の海のアムリ）（2008年，操作員[4]）

### 遊戲
- 格鬥天王系列（1997年—2009年，雪兒美（日语：シェルミー）、雅典娜（日语：麻宮アテナ）的朋友2）8作品[注 1]
- NEO PRINT（1997年，角色聲音）
- 幕末浪漫 月華劍士（1997年—1998年，雪（日语：雪 (月華の剣士)））2作品[注 2]
- 侍魂新章 ～劍客異聞錄 甦醒的蒼紅之刃～（1999年，朧眾）
- 酷酷卡通遊（日语：COOL COOL TOON）（2000年，瑪姆、塔瓦機器人）
- NeoGeo Battle Coliseum（日语：ネオジオバトルコロシアム）（2005年，雪兒美）
- 伊莉絲的鍊金工房 莊嚴幻境（日语：イリスのアトリエ グランファンタズム）（2006年，尤拉·艾爾艾斯）
- MÄR 魔兵傳奇（2006年，珈尼斯、斐拉·希伊）2作品[注 3]
- KOF SKY STAGE（日语：KOF SKY STAGE）（2010年，雪兒美）
- 怪物彈珠（路西法、拉斐爾、安徒生）

### 廣播劇CD
- 格鬥天王'97 宿命篇（1997年，雪兒美（日语：シェルミー））
- NEO·GEO DJ Station SPECIAL ～廣播劇篇～（1997年，電話通知）
- KOF THE BEST Selected Characters（1998年，雪兒美)
- 格鬥天王'98 廣播劇CD（1998年，雪兒美)
- 幕末浪漫 月華劍士 廣播劇CD（1998年，雪（日语：雪 (月華の剣士)））
- SNK Characters Sounds Collection Vol.10 雪兒美（1999 年，雪兒美）
- 幕末浪漫第二幕 月華劍士 ～月下芳華、委地之花～ 廣播劇CD（1999年，雪）
- NEO·GEO DJ Station2 ～B.O.F.Returns（1999年，雪兒美)

### 廣播節目
- OBC Bunbun Request（日语：OBCブンブンリクエスト）（大阪電台）
- （關西電台）
- （USEN）

### 電視節目
- 那些我們聽過的歌曲（日语：あの歌がきこえる）（NHK綜合）—THE CHECKERS回合（聲音演出）

## 腳註

## 外部連結
- 西川葉月 （页面存档备份，存于） （日語）—81 Produce公式官網